# Superboy Primordial
Superboy-Prime\Superboy Primordial (Clark Kent, nascido Kal-El) também conhecido como Superman-Prime é um super-herói da DC Comics transformado em super-vilão e uma das várias versões alternativas do Superman. O personagem apareceu pela primeira vez em DC Comics Presents #87 (novembro de 1985) e foi criado por Elliot S! Maggin e Curt Swan (baseado no personagem Superboy original de Jerry Siegel e Joe Shuster).

## Biografia do personagem

### Crise nas Infinitas Terras
Superboy-Prime é do universo conhecido como Terra Primordial, no qual os heróis da DC são personagens fictícios de quadrinhos. Ele é o filho adotivo de Jerry e Naomi Kent. Naomi queria nomear seu filho recém-nascido como "Clark" em honra ao seu sobrenome, mas Jerry, ponderou que a criança teria, assim, o mesmo nome do Superman. O que os Kents não sabiam é que o bebê, encontrado abandonado em uma floresta, é na verdade o jovem Kal-El, que foi teleportado à Terra por seu pai, Jor-El, momentos antes do planeta Krypton ser destruído quando seu sol vermelho foi convertido em supernova. Seus pais biológicos, contudo, não puderam fugir.[carece de fontes?]
O jovem Clark viveu os primeiros quinze anos de sua vida como um menino normal. No entanto, uma noite, enquanto assistia a uma festa a fantasia de dia das bruxas vestido como Superboy, a passagem do Cometa Halley aciona seus poderes kryptonianos. Ao mesmo tempo, o Superman da Terra Um encontra o caminho para a Terra Primordial e os duas versões do herói se encontram e durante uma aventura o Superboy Primordial usa suas capacidades para deter uma onda gigante.
Superboy-Primordial participou da Crise das Infinitas Terras em resposta à destruição de seu universo. Mesmo angustiado por perder tudo que conhecia, encontrou alento ao saber que lutaria pela vida junto aos demais heróis. Durante a batalha contra o Antimonitor, o Superman da Terra 2 ordena que ele fuja junto com Alexander Luthor Jr. e os outros heróis. Com medo que Kal-L morresse em batalha, e sabendo que a nova Terra não é sua verdadeira casa, Superboy se junta a Superman da Era de Ouro na batalha contra o Antimonitor. Depois de destruir o Antimonitor, Superboy decide se juntar a Alexander Luthor Jr. da Terra 3, Superman da Terra 2, a sua esposa Lois Lane numa dimensão paradisíaca.
Na "dimensão paraíso" Primordial se isola dos outros usando cristais para rever fatos de sua vida na Terra Primordial. Frustrado e irritado, o jovem tenta sensibilizar Kal-L, cuja atenção está focada na saúde frágil de Lois Lane. Alexander passa a acreditar que a razão por trás da saúde frágil de Lois é a própria dimensão paraíso e convence o jovem kryptoniano a ajudá-lo a retornar à realidade mostrando ao Superboy-Primordial os aspectos negativos da Terra pós-Crise. Superboy-Primordial hesita até ouvir por acaso Kal-L dizer: "Eu gostaria que este mundo o deixasse crescer. Ele nunca será o Superman aqui". Finalmente, Alexander mostra-lhe a morte de seus pais e namorada em um acidente automobilístico na Terra pós-Crise.

### Alterações na realidade
Furioso, Superboy-Primordial esmurrou sucessivamente a barreira da realidade causando ondulações que alteraram a natureza de alguns fatos estabelecendo um tipo de continuidade retroativa na continuidade do Universo DC, tais como:
- O retorno de Jason Todd.[6][7]
- A origem do Superman passaria a combinar elementos tanto de The Man of Steel quanto de Superman: Birthright.[6][8][9]
- A Patrulha do Destino teve sua história reiniciada com novos personagens, incluindo Elasti-Girl.[6][10]
- As múltiplas origens de Donna Troy após a primeira Crise.[6]
- Várias encarnações do Gavião Negro.[6]
- As diferentes formações da Legião dos Super-Heróis desde a primeira Crise.[6]

### Contagem Regressiva para Crise Infinita
Finalmente Alexander Luthor revela a Superboy-Primordial que seus poderes estão retornando e os dois combinam forças para romper a barreira. Juntos, eles colocam em movimento os eventos que culminam na Crise Infinita:
- Alexander assume o controle do satélite Irmão Olho construído por Batman a fim de controlar os OMACs e acessar os arquivos do Xeque-Mate sobre os metahumanos da Terra, identificando quais deles tinham origens em outras realidades.[11]
- Depois de reorganizar incontáveis outros planetas, Superboy Prime empurra o planeta Rann para a órbita de Thanagar destruindo o ecossistema de thanagariano provocando a Guerra Rann-Thanagar. Seus esforços deslocam Oa do centro do universo.[12]
- Alexander posa como Lex Luthor e forma uma nova Sociedade Secreta de Super Vilões usando-os para sequestrar várias pessoas das antigas Terras para usar como faróis para trazer de volta outros mundos.[13]
- Alexander recruta o Pirata Psíquico para colocar o diamante negro de Eclipso na cela de Jean Loring no Asilo Arkham.[14] Como Eclipso, Loring seduz o Espectro e o convence a destruir toda a magia. Suas ações criam uma forma bruta de magia que Alexander usa para energizar seu diapasão dimensional, a Torre do Multiverso.
- Superboy-Primordial destrói a Torre de Vigilância da Liga da Justiça e sequestra o Caçador de Marte.[15]

### Crise Infinita
O Superman da Terra Dois abre um portal para o Universo DC e os quatro moradores da dimensão do paraíso retornam e anunciam sua existência para Poderosa e Batman. Quando apresentado a Poderosa, ele se denomina Superboy-Primordial pela primeira vez. A seguir, Kal-L diz à sua prima: "Quando o universo renasceu, a Terra-Um tornou-se o mundo primário. Os restos dos mundos restantes foram dobrados. Mas eu finalmente percebi - salvamos a Terra errada". Superboy-Primordial sente ciúmes de Conner Kent, versão moderna do Superboy, acreditando que ele está vivendo uma vida que não merecia e sequer luta para preservá-la. Ele também acredita que os heróis da Terra agem mais como vilões. Superboy-Primordial confronta seu "gêmeo" dizendo-lhe que ele (Superboy-Prime) é o único Superboy que a Terra precisa. Primordial ataca Conner brutalmente, mas não antes do mesmo enviar um sinal de socorro aos Titãs. Os Jovens Titãs, a Patrulha do Destino e a Sociedade da Justiça da América chegam para ajudar Conner. Depois de acidentalmente matar Pantha com um soco mortal, Superboy-Primordial fica chocado e horrorizado, enquanto os heróis tentam contê-lo, que mata (Wildebeest e Bushido) ou ferimentos (rasgou o braço de Risk e bateu a maioria do resto) vários outras.
Sem outras opções, Jay Garrick, Wally West e Bart Allen prendem o Superboy-Primordial na força de aceleração banindo-o para um mundo paralelo e o aprisionam em uma instalação banhada pela luz solar artificial, onde permanece por quatro anos. Horas depois, uma versão mais velha de Bart Allen, vestido com o traje de seu avô, emerge da força de aceleração e pede à heroína Doutora Luz para advertir os outros heróis quanto a fuga do Superboy-Primordial que reaparece durante uma batalha entre Alexander Luthor Júnior e os heróis libertados da torre multiversal usando um traje de força modelado a partir da blindagem do Anti-Monitor com o fito de alimentar o corpo do jovem insurgente de energia solar amarela e aumentar seus níveis de poder.
Durante a batalha, o Adão Negro descobre que sua magia tem pouco efeito contra o Superboy-Primordial que derruba seu oponente da torre fazendo com que este último seja transportado para a Terra-S. Primordial insiste que Luthor restabeleça a Terra Primordial como a única existente. Quando o vilão tenta matar a Moça-Maravilha um furioso Conner Kent surge para detê-lo. A batalha entre Conner e Superboy-Primordial danifica o diapasão vibracional de Alexander Luthor fazendo a máquina explodir e resultando na fusão das terras alternativas em uma. Conner morre por causa dos ferimentos sofridos durante a explosão, deixando o resto dos super-heróis devastados.
Alexander e Superboy-Primordial se juntam à Batalha de Metrópolis e brigam sobre seu plano de contingência. Desde que sua torre foi destruída, Alexandre está preparado para se apoderar da Nova Terra em vez de criar uma Terra perfeita. Ao ouvir sobre o novo plano, Superboy-Primordial se recusa a ajudar Alex, pois ele acredita que a Nova Terra é irremediavelmente inferior.
Quando Batman, Mulher Maravilha, Kal-El e Kal-L chegam para salvar Metrópolis, Kal-L confronta Alex sobre seu papel na destruição. Enquanto isso, Superboy-Primordial é atacado por Bart Allen, que ficou indignado com a morte de Conner. Superboy-Primordial escapa de Bart e voa em direção a Oa com a intenção de destruí-lo e causar outro Big Bang que recriaria o universo consigo mesmo como o único herói. Embora a maioria dos heróis da Terra esteja em perseguição, o Superboy Primordial evita a captura. Retardado por uma parede de 300 milhas de pura força de vontade gerada pela Tropa dos Lanternas Verdes, Primordial rompe o cerco e mata trinta e dois lanternas verdes. Os dois Supermen chegam e atravessam o sol vermelho de Krypton, cujo calor derrete a armadura do Superboy Primordial e enfraquece severamente todos os três kryptonianos, que então caem em Mogo. Superboy-Primordial espanca Kal-L até a morte, mas é atacado por Kal-El.
Superboy Primordial afirma que ele é melhor que Kal-El, e que seu Krypton era superior ao de Kal-El. Kal-El responde: "Não é sobre onde você nasceu. Ou quais poderes você tem. Ou o que você usa no seu peito. É sobre o que você faz ... É sobre a ação." Apesar de quase impotente, Kal-El derruba Superboy-Primordial antes de desmoronar, mas membros da Tropa dos Lanternas Verdes conseguem salvar Kal-El. Superboy-Primordial é então levado à custódia dos Guardiões do Universo, que o colocam em um campo de contenção quântica, cercado por um devorador de sóis vermelho e guardado por cinquenta lanternas. Enquanto dentro de sua cela, ele desenha o símbolo do Superman em seu peito.

### Tropa Sinestro
Um ano depois, Superboy Primordial está nu em sua cela sob vigilância um grupo especial de Lanternas Verdes, incluindo Guy Gardner, quando os Guardiões do Universo discutem se eles devem inquirir o prisioneiro.
Quando a Tropa Sinestro ataca Oa, é libertado de sua prisão e se junta aos agressores tornando-se um dos arautos do Antimonitor e em respeito à sua nova condição usou um uniforme similar à Tropa Sinestro combinado com uma variante do traje de poder envergado durante Crise Infinita e adota o nome de Superman-Prime (em parte devido às questões legais sobre o uso do nome Superboy). Chegando à Terra ele enfrenta um grupo de heróis e simultaneamente relembra os fatos que o trouxeram até o planeta e nisso percebemos sua descrença Sinestro em quando o mesmo afirmou que o Multiverso foi restaurado e também é possível saber que sua adesão aos planos do Antimonitor foi um embuste para permitir a vingança contra o destruidor da Terra Primordial. Derrotado pela combinação de forças entre Superman, Poderosa e Supergirl, o vilão escapa tão logo o nascer do sol restaura seus poderes. A seguir o Primordial trava uma luta brutal contra Sodam Yat, hospedeiro da entidade Ion, ao longo do estado de Nova York e sai vitorioso. Quando o Anti-Monitor é ferido pelos guardiões, Superman-Primordial o joga no espaço e depois enfrenta A Tropa de Sinestro e Tropa dos Lanternas Verdes, até que um guardião se sacrifica de boa vontade para destruí-lo, mas ao invés de morrer o Superman-Primordial é infundido com energia oana e lançado de volta ao multiverso.

### Legião de 3 Mundos
Após sua última derrota, Superboy Prime é mandado para o futuro pelo Senhor do Tempo, lá ele descobre que é tido como um vilão menor e quase insignificante na história de Superman, o que o faz odiá-lo ainda mais. Em busca de vingança ele liberta os membros da Legião de Supervilões e declara guerra a Legião, Superman vem do passado para ajudá-los e eles batalham.
Durante a guerra Smallville e Metrópolis são destruídas, o último dos Lanternas Verdes é levado a interceder e participar da guerra, a batalha prossegue e enquanto os combates acontecem Brainiac 5 traz Bart Allen e Conner Kent de volta a vida para enfrentarem o Primordial. Enquanto isso Superman e outros membros são levados ao fim dos tempos onde enfrentam o Senhor do Tempo e descobrem que ele é o Superboy Primordial de um futuro alternativo, atirado tantas vezes na linha temporal que se tornou um paradoxo. Após uma longa luta eles conseguem com ajuda de outras legiões levá-lo para a Terra, onde Superboy se irrita e o ataca, o choque entre suas duas versões o faz perder os poderes temporariamente e ser atirado na Terra Prime, onde seus pais e Laurie estão apavorados, pois viram tudo o que ele fez através das HQs.
Ele continua morando com seus pais que fazem o que ele manda por medo do que ele possa fazer, e fica mais obcecado do que nunca pelas HQs da DC, por fim dizendo que não estava sem seus poderes seus olhos ficam vermelhos.

### A Noite Mais Densa
Em A Noite Mais Densa Prime está lendo a Adventures Comics #4 onde aparece, ele se revolta por não saber a continuação e o que ocorre com ele, ele corre para a loja de quadrinhos e briga com o dono que diz que a continuação ainda não saiu e sugere que ele procure spoilers na internet.
Enquanto procura o Lanterna Negro Alexander Luthor vai atrás dele  e o ataca com Lanternas negros das pessoas que ele matou, ele ataca os editores da DC Comics e os culpa por seus problemas.
Alexander o leva de volta para sua casa onde queima suas revistas em quadrinhos, ele continua lutando contra os Lanternas Negros, mas percebe que não poderia derrotá-los e pega um anel e coloca no próprio dedo, porém suas emoções conflituosas superam o poder do anel e ele passa pela força de vontade dos lanternas verdes, a compaixão dos azuis, a avareza laranja, o medo amarelo, a raiva vermelha e o amor das safira estrelas, ele elimina os lanternas negros e começa a chorar pedindo um final feliz, então Laurie aparece com o braço quebrado e o abraça dizendo que ele pode ter seu final feliz agora, mas em seu dedo é mostrado o anel negro, emitindo o último espectro emocional que o Superboy Prime escondia dentro de seu coração, a esperança.

### Novos Titãs
Durante uma luta contra o vilão Cabeça este acidentalmente abre um Buraco de minhoca que puxa Prime para fora de sua Terra, ao notar onde se encontrava ele enfurecido culpa Conner Kent por estar lá acreditando que só poderia voltar se o matasse, assim ele reúne alguns inimigos dos Titãs e três clones de Connor, e os usa para atacar a torre, eles são derrotados quando os antigos titãs se reúnem aos novos e lutam, todos juntos finalmente conseguem ferir Prime e o derrotar, eles pensam em como se livrar dele pensando até na Zona Fantasma, mas por fim Connor e Supergirl o levam até a Fonte onde o prendem, antes de irem embora ele diz que já tentaram prendê-lo em todos lugares, mas nunca conseguiram, eles vão embora o deixando lá.

### Renascimento DC
Quando Senhor Mente e Doutor Sivana vão até a Monsterlands para recriar a nova Sociedade Monstruosa do Mal,eles descobrem que Superboy Primordial está numa pequena cela,enquanto este afirma que pode ouvir o que eles estão dizendo..Ele diz que tem planos para Billy Batson.Quando o Sivana e Senhor Mente começam a libertar os prisioneiros,Superboy pede que eles o libertem também. Entretanto,eles vão embora.Dummy chega desgostoso por ter sido forçado a nadar até o calabouço da eternidade e ter sido deixado para trás.Superboy diz a ele que ele pode libertá-lo,mas para isso,ele precisa tirar um pequeno sol vermelho de sua cela.Dummy o faz,e Superboy Primordial sai e usa sua visão de calor em Dummy.Superboy Primordial então começa a ir atrás de Billy Batson.

## Poderes
Os poderes de Superman-prime da Terra Prime são os mesmos que a versão pré-crise de Superman em histórias recentes, sendo assim mais forte que todas as outras versões juntas. Ele teve força suficiente para tirar o planeta Rann de sua órbita meramente por empurrá-lo.
Como ele era de outra dimensão, as kryptonitas de nossa dimensão não o afetam. Ele também alega ser invulnerável à magia. As únicas maneiras de derrotá-lo parecem ser o sol vermelho, que esgota seus poderes.